# کیلریا
کیلریا (به انگلیسی: Kilrea) یک روستا در بریتانیا است که در شهرستان لندندری واقع شده‌است. کیلریا ۲٬۷۲۴ نفر جمعیت دارد.